# Bocchoris putrisalis
Bocchoris putrisalis là một loài bướm đêm trong họ Crambidae.